# 긴꼬리닭
긴꼬리닭은 일본과 한국에서 기르는 꼬리가 긴 애완용 닭 품종들을 통칭한다. 보통 장미계(長尾鷄)라고 하는데 꽁무니의 깃털이 사람의 키보다 길다.